# Marco Antonio Raimondi
Marco Antonio Raimondi o Raimundi, talvolta anche menzionato come Marcantonio (Cutro, 21 settembre 1671 – Cutro, 22 settembre 1732) è stato un vescovo cattolico italiano.

## Biografia
Marco Antonio Raimondi nacque a Cutro, nell'arcidiocesi di Santa Severina, il 21 settembre 1671. Rampollo della famiglia Raimondi di Cutro, venne avviato fin da giovane alla carriera ecclesiastica. Entrò quindi in seminario, venendo ordinato presbitero il 18 settembre 1694 all'età di 22 anni.
Il 23 dicembre 1726 venne ordinato vescovo di Cariati e Cerenzia da papa Benedetto XIII; ricevette l'ordinazione episcopale il successivo 29 dicembre dallo stesso pontefice insieme ai co-consacranti Mondilio Orsini, arcivescovo (titolo personale) di Melfi e Rapolla, e Giovanni Battista Gamberucci, arcivescovo titolare di Amasea. Poco tempo dopo il suo insediamento fece convocare suo nipote Pietro Antonio, dove lo impiegò come uditore nella sua diocesi.
Nell'ottobre 1731 presentò una relazione ad limina apostolorum sulla terra di San Morello, nel comune di Scala Coeli; a quell'epoca il vescovo di Cariati aveva il diritto di decima su tutti gli animali della foresta, ma i frati carmelitani scalzi del convento di Santa Teresa d'Ávila di Cosenza insistettero per esercitarvi la loro giurisdizione su quelle terre per via di un legato stabilito all'inizio del Settecento dal barone Gaetano Coscinelli in favore dei frati. Tale episodio contribuì ad inasprire i rapporti, già di per sé logori, tra i frati e l'allora vescovo Giovanni Andrea Tria. Decise allora, tramite assenso apostolico, di concedere ai Carmelitani il diritto di decima su quelle terre previo pagamento di 33 ducati annui.
Dopo 6 anni di episcopato si ritirò nella sua Cutro, dove si spense il 22 settembre 1732.

## Genealogia episcopale
La genealogia episcopale è:
- Cardinale Scipione Rebiba
- Cardinale Giulio Antonio Santori
- Cardinale Girolamo Bernerio, O.P.
- Arcivescovo Galeazzo Sanvitale
- Cardinale Ludovico Ludovisi
- Cardinale Luigi Caetani
- Cardinale Ulderico Carpegna
- Cardinale Paluzzo Paluzzi Altieri degli Albertoni
- Papa Benedetto XIII
- Vescovo Marco Antonio Raimondi